# 塔兰帕亚国家公园
塔蘭帕亞国家公园（西班牙語：Parque Nacional Talampaya；也译塔兰姆帕亚、塔拉姆佩雅）是阿根廷西部的一个国家公园，位于拉里奥哈省。面积2,150公里，平均海拔1,500米。园区内拥有众多古生物化石和热带山地生物群系。1975年，设立省级保护区，1997年成立公家公园。2003年与伊斯奇瓜拉斯托一起被列入世界遗产。